# Euscorpius latinus
Espèce
Euscorpius latinus est une espèce de scorpions de la famille des Euscorpiidae.

## Distribution
Cette espèce est endémique d'Italie. Elle se rencontre au Latium au sud du Tibre et en Molise.

## Description
Le mâle holotype mesure 27,30 mm et la femelle paratype 27,58 mm. Euscorpius latinus mesure de 25 à 34 mm.

## Publication originale
- Tropea & Parmakelis, 2022 : « Reconsideration of some populations of Euscorpius concinnus complex (Scorpiones, Euscorpiidae). » ZooKeys, no 1100, p. 117-164 (texte intégral).